# All Alone
All Alone è un album del crooner statunitense Frank Sinatra, pubblicato nel 1962 dalla Reprise Records.

## Descrizione
Inizialmente All Alone avrebbe dovuto intitolarsi Come Waltz with Me. Anche se il titolo e la canzone eponima furono scartati, l'album rimane comunque una raccolta di valzer lenti e sentimentali. Cinque canzoni su undici sono state composte da Irving Berlin. La canzone Come Waltz with Me fu aggiunta come traccia addizionale nell'edizione in compact disc dell'album, nel 1999.

## Tracce
1. All Alone – 2:42 (Berlin)
2. The Boy Next Door – 3:18 (Martin, Blane)
3. Are You Lonesome Tonight? – 3:31 (Turk, Handman)
4. Charmaine – 3:17 (Rapee, Pollack)
5. What'll I Do? – 3:15 (Berlin)
6. When I Lost You – 3:43 (Berlin)
7. Oh, How I Miss You Tonight – 3:21 (Burke, Davis, Fisher)
8. Indiscreet – 3:52 (Cahn, Van Heusen)
9. Remember – 3:23 (Berlin)
10. Together – 3:21 (DeSylva, Brown, Henderson, Ballantine)
11. The Song Is Ended (But the Melody Lingers On) – 3:25 (Berlin)

### Tracce aggiunte successivamente
1. Come Waltz with Me – 2:53 (Cahn, Van Heusen)

## Musicisti
- Frank Sinatra - voce;
- Gordon Jenkins - arrangiamenti.